# 国鉄新聞
国鉄新聞(こくてつしんぶん)とは、東京都港区新橋に本部をおく国労中央本部の機関紙である。

## 歴史
国労の前身・国鉄労働組合総連合の機関紙「驀進」として、1946年に発刊される。その後、1947年に「ばくしん」、1948年には現在の「国鉄新聞」に改題して現在に至る。なお、旧称の「驀進」は現在ではコラム名として残っている。

初期は週刊だったが、その後国鉄分割民営化により国労が弱体化した結果、毎月3日、18日の月2回発行を経て、2022年10月現在は月1回・毎月1日発行である。

## 内容
主に国労や、その上部団体である旧総評・全労協などの活動、国労大会、国労の組織拡大情報である。組織拡大情報は、地本名・職場・年齢・どこの組合を脱退して加盟したかが書かれている。

## 広告
国労の全盛期には、日本社会党や総評、労働大学などの他にも、社会主義国の書物の紹介や、日用品の広告など様々なものが載っていた。
現在では、主にAFLACや交運共済の広告が掲載されている。

## 読者層
ほとんどが国労組合員と国労OBであるが、国労以外の労働組合に所属することJRの社員や、その他の職種であっても購読することができる。